# 哈哈奇花介
哈哈奇花介（学名：Perissocytheridea haha）为荊花介科奇花介屬下的一个种。